# Jutro (seria)
Seria Jutro (ang. Tomorrow) – cykl powieści dla młodzieży, autorstwa australijskiego pisarza, Johna Marsdena. Opisuje on inwazję i okupację Australii przez obce mocarstwo. Wydarzenia przedstawione są z perspektywy pierwszej osoby przez główną bohaterkę, Ellie Linton, która wraz z niewielką grupą nastoletnich przyjaciół toczy partyzancką wojnę z wrogiem w okolicach swojego rodzinnego miasta Wirrawee.
Książki wchodzące w skład cyklu wydawane były w latach 1993–1999 przez Pan Macmillan i od tego czasu wznawiane szesnaście razy. Kontynuacja, cykl The Ellie Chronicles (Kroniki Ellie) została wydana w latach 2003–2006. Kroniki Ellie traktują przede wszystkim o próbach powrotu do normalności dokonywanych przez bohaterkę i jej otoczenie po zakończeniu wojny, która na każdym z nich odcisnęła swoje piętno.
Tożsamość najeźdźców nie zostaje w obrębie cyklu określona – żadne z istniejących państw nie spełnia podanych w książce kryteriów. Podobnie, wydarzenia wojenne rozgrywające się poza bezpośrednią perspektywą Ellie nie zostają opisane w cyklu; czytelnik nie wie, jak duża część kraju znajduje się pod okupacją ani jak radzi sobie z wrogiem australijskie wojsko. Możliwe, że było to intencją Marsdena, biorąc pod uwagę, że seria skupia się bardziej na postaciach, niż na samej wojnie i odwzorowuje fakt, iż Ellie i jej przyjaciele są odcięci od zewnętrznego świata.
Jutro to jeden z najpopularniejszych i najwyżej ocenianych cykli powieściowych dla młodego czytelnika w historii literatury australijskiej. W samej Australii sprzedano między 2 a 3 milionami kopii, a powieści przetłumaczono m.in. na japoński, niemiecki, szwedzki, francuski, portugalski i polski.

## Części
- Jutro: Kiedy zaczęła się wojna (Tomorrow, When the War Began) – 1993, wyd. polskie kwiecień 2011
- Jutro 2: W pułapce nocy (The Dead of the Night) – 1994, wyd. polskie czerwiec 2011
- Jutro 3: W objęciach chłodu (The Third Day, the Frost) – 1995, wyd. polskie wrzesień 2011
- Jutro 4: Przyjaciele mroku (Darkness, Be My Friend) – 1996, wyd. polskie listopad 2011
- Jutro 5: Gorączka (Burning for Revenge) – 1997, wyd. polskie marzec 2012
- Jutro 6: Cienie (The Night is for Hunting) – 1998, wyd. polskie maj 2012
- Jutro 7: Po drugiej stronie świtu (The Other Side of Dawn) – 1999, wyd. polskie październik 2012

## Odbiór
W momencie publikacji, seria spotkała się z niezwykle pozytywnym przyjęciem. Horn Book Magazine napisał, że „Opowieść Marsdena porusza, ponieważ sprawia on, że wszystko to wydaje się prawdziwe… Rozważania o naturze strachu, odwagi i przemocy dodają głębi trzymającej w napięciu akcji” Georges T. Doods z Sci-fi Site opisał cykl jako „Podniesienie literatury przygodowej do rangi, którą osiąga ona tylko raz czy dwa na pokolenie”.
Poza Jutro: Kiedy zaczęła się wojna oraz The Night is for Hunting, każda część cyklu została wymieniona przez Children’s Book Council of Australia jako tytuł warty uwagi także starszych czytelników.
W 1996 American Library Association uznało Jutro za jeden z najlepszych tytułów dla młodzieży opublikowanych tego roku w Ameryce. W 2000 roku ta sama organizacja wymieniła książkę jako jedną ze stu najlepszych książek dla nastoletnich czytelników opublikowanych między rokiem 1966 i 2000.
W 1999 roku trzecia część cyklu wygrała Buxtehude Bull, prestiżową niemiecką nagrodę dla literatury młodzieżowej.
W 2000 roku rząd szwedzki zapłacił za przekazanie egzemplarza pierwszej części cyklu każdemu nastolatkowi w kraju – wcześniej w ankiecie właśnie ta powieść została wskazana przez młodych czytelników jako pozycja, którą ich rówieśnicy najchętniej przeczytają.